# اگویار (بارسلاس)
اگویار (بارسلاس) (به پرتغالی: Aguiar (Barcelos)) یک سکونتگاه مسکونی در پرتغال است که در بارسلوس واقع شده‌است.

## خصوصیات
اگویار ۵۷۴ نفر جمعیت دارد.